# 木材保存剤
木材保存剤（もくざいほぞんざい wood preservative）は、人間にとって有害なシロアリや木材腐朽菌から木造住宅を守るために使用される薬剤。一般には防腐・防蟻の効果を持つものを指し、単独の効果を持つものを防腐剤、防蟻剤（insecticide for termite control）とも言う。

## 有効成分による分類
- クレオソート油（A）木材保存剤
- クロム・銅・ヒ素（CCA）系木材保存剤
- 第四級アンモニウム化合物（AAC）系木材保存剤
- 銅・第四級アンモニウム化合物（ACQ）系木材保存剤
- 銅・アゾール化合物（CUAZ）系木材保存剤
- ホウ素・第四級アンモニウム化合物（BAAC）系木材保存剤
- 第四級アンモニウム・非エステルピレスロイド化合物（SAAC）系木材保存剤
- アゾール・第四級アンモニウム・非エステルピレスロイド化合物（AZAAC）系木材保存剤
- 脂肪酸金属塩（NCU-E、NZN-E、VZN-E）系木材保存剤
- ナフテン酸金属塩（NCU-O、NZN-O）系木材保存剤
- アゾール・ネオニコチノイド化合物（AZN）系木材保存剤

## 木材保存剤の問題
過去の木材保存剤の中には発癌性物質や重金属を含むものが有る。これを含む大量の建築廃木材が重篤な環境汚染を引き起こすことが懸念されている。
しかし、現在使用されている薬剤のほとんどは普通物が用いられている。